# Steve Antin
Steven Howard Antin, accreditato come Steve Antin (Queens, 19 aprile 1958), è un produttore cinematografico, sceneggiatore, regista e attore statunitense.

## Biografia
Nato in Oregon, inizia a recitare nei primi anni ottanta prendendo parte ai film L'ultima vergine americana e I Goonies. Nel 1988 interpreta uno degli stupratori nel film premio Oscar Sotto accusa. Negli anni seguenti alterna partecipazioni a serie televisive a produzioni cinematografiche, come S.F.W., Un party per Nick e Solo se il destino. Tra il 1994 e il 1998 partecipa ad alcuni episodi della serie poliziesca NYPD Blue, nel ruolo del detective Nick Savino.
La sua attività di sceneggiatore inizia nel 1992 con il film Inside Monkey Zetterland, di cui è protagonista al fianco di Patricia Arquette. Nel 1999 scrive la sceneggiatura del film Gloria di Sidney Lumet, remake dell'omonimo film di John Cassavetes.
Nel 2000 crea, sceneggia e produce la serie televisiva Young Americans per The WB. Successivamente si avvicina alla regia, dirigendo alcuni videoclip musicali, tra cui Like Me delle Girlicious. Nel 2006 debutta alla regia cinematografica con Prigione di vetro 2, sequel di Prigione di vetro (2001) interpretato da Angie Harmon e Joel Gretsch. Nel 2007 è produttore esecutivo della serie reality Pussycat Dolls Present: The Search for the Next Doll, incentrata sulla ricerca di un nuovo membro delle Pussycat Dolls, gruppo musicale fondato da sua sorella Robin Antin.
Nel 2010 dirige Burlesque, film musical interpretato da Christina Aguilera, Cher, Cam Gigandet e Stanley Tucci. A partire dal 2023 dirige anche la versione teatrale del musical, prodotta esecutivamente da Aguilera.

### Vita privata
Antin ha due fratelli, Neil, che lavora nel campo cinematografico, Jonathan, hair stylist delle celebrità, e una sorella, Robin Antin, fondatrice delle Pussycat Dolls.

## Filmografia parziale

### Attore
- L'ultima vergine americana (The Last American Virgin), regia di Boaz Davidson (1982)
- I Goonies (The Goonies), regia di Richard Donner (1985)
- Storie incredibili (Amazing Stories) - serie TV, episodio 2x04 (1986)
- Guantoni insanguinati (Penitentiary III), regia di Jamaa Fanaka (1987)
- Sotto accusa (The Accused), regia di Jonathan Kaplan (1988)
- Inside Monkey Zetterland, regia di Jefery Levy (1992)
- S.F.W., regia di Jefery Levy (1994)
- Un party per Nick (It's My Party), regia di Randal Kleiser (1996)
- Solo se il destino ('Til There Was You), regia di Scott Winant (1997)

### Sceneggiatore
- Inside Monkey Zetterland, regia di Jefery Levy (1992)
- Gloria, regia di Sidney Lumet (1999)
- Young Americans - serie TV (2000)
- Chasing Papi, regia di Linda Mendoza (2003)
- Burlesque, regia di Steve Antin (2010)
- Proud Mary, regia di Babak Najafi (2018)

### Regista
- Prigione di vetro 2 (Glass House: The Good Mother) (2006)
- Burlesque (2010)

## Doppiatori italiani
- Vittorio De Angelis in I Goonies
- Maurizio Romano in Solo se il destino